# ロクマリアケール
ロクマリアケール （Locmariaquer、ブルトン語:Lokmaria-Kaer）は、フランス、ブルターニュ地域圏、モルビアン県のコミューン。

## 地理
ロクマリアケールはモルビアン湾の西の入口に位置する。キブロン湾を見下ろす数多くのビーチがある。

## 歴史

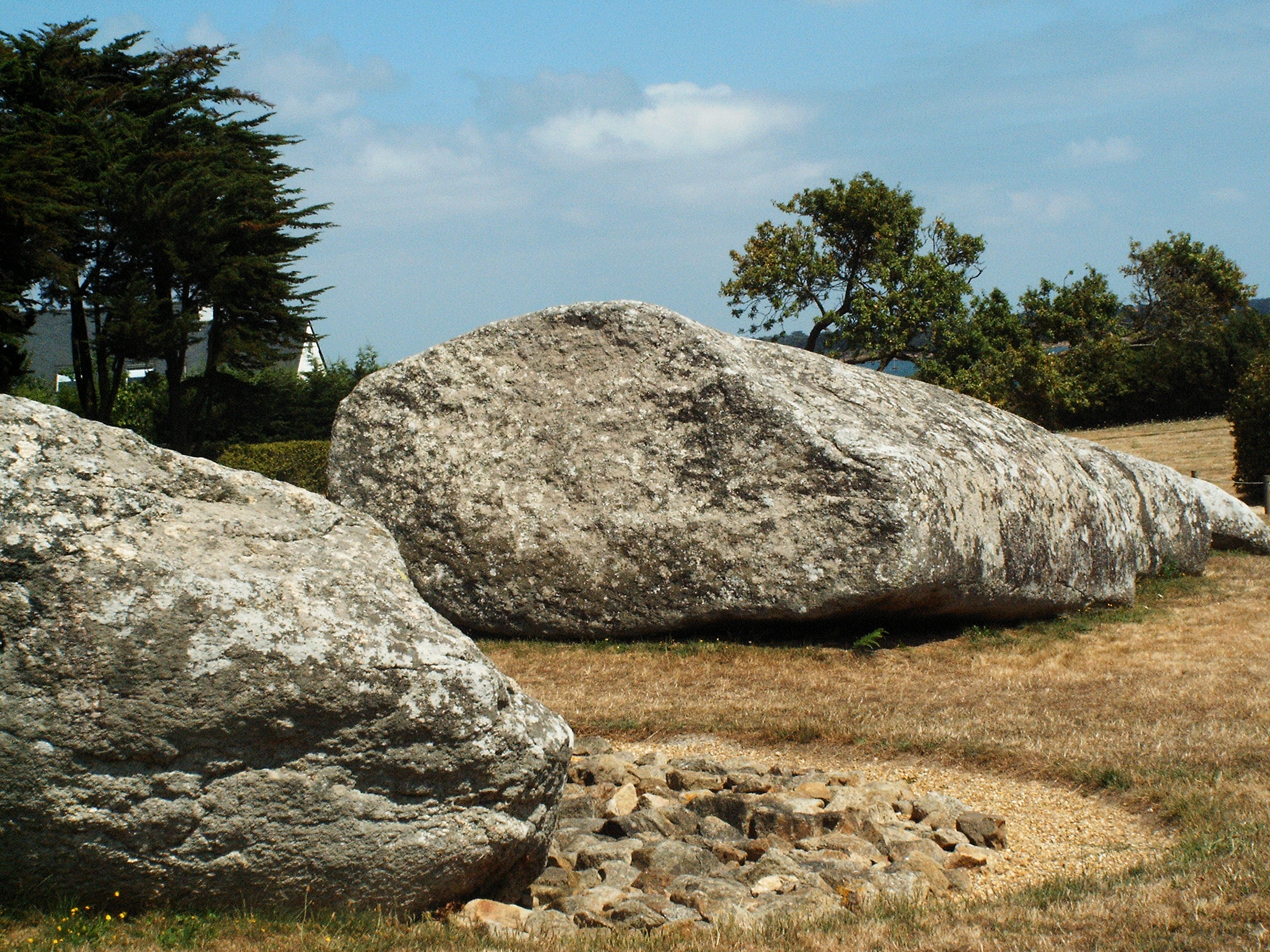
世界最大のメンヒル、Er Grah

19世紀後半からカキの養殖が行われるようになった。ロクマリアケール沖にカキの養殖池をつくるため、三世代が仕事に従事してきた。彼らは泥を取り除き、砂を入れ替え、場所を整備する必要があった。彼らはカキの稚貝を集め、カキを捕食しようとする侵入者や嵐からカキを守りながら、3年かけて養殖した。
1927年以降、ロクマリアケールでは稚貝の繁殖と養殖は半々に行われた。マレンヌとオランダ、イギリスが顧客であった。カキ産業は今も盛んである。350人から400人が働いている。しかし、1973年から1974年にかけ、モルビアン湾から2種類の回虫によって壊滅的な被害を受けた平カキが間引きされた。このことによって、日本原産のマガキが導入された。今日、モルビアン湾とサン・フィリベール川の間が掘られて、カキ養殖場となっている。キブロン湾におけるカキ養殖と水揚げはほぼ横ばいである。機械化が導入されたとはいえ、肉体労働の比重が操業でも商業でも高いことには変わりがない。
2008年、ロクマリアケールに30のカキ養殖事業者が存在した。約50人の常勤労働者がおり、10月から5月まで季節労働者が加わる。各業者は、生産にしろ、卸売業者への卸にせよ、小売業者や直接消費者へ販売するにしろ、全てに責任を負う。2008年にはフランス国内の養殖カキにウイルスが蔓延し始めた。それにもかかわらず、一部の業者は海で稚貝を集め、オーレー川でカキ養殖を行っている。
2008年11月26日、ロクマリアケール議会はYa d'ar brezhoneg憲章の批准を可決した。

## 人口統計
| 1962年 | 1968年 | 1975年 | 1982年 | 1990年 | 1999年 | 2006年 | 2010年 |
| ------ | ------ | ------ | ------ | ------ | ------ | ------ | ------ |
| 1322   | 1265   | 1288   | 1278   | 1309   | 1367   | 1598   | 1661   |

参照元:1962年までEHESS、1968年以降INSEE